# Muta Mayola
Muta Mayola, nascuda cap al 1885 a l'Àfrica equatorial francesa i morta cap al 1960 a Léopoldville, és un dels escultors africans més importants del segle xx, considerat el pare de l'escultura congolesa moderna.

## Biografia
No tenim informació precisa sobre els orígens de l'escultor. Després d'haver començat com a escultor tradicional Téké al poble de Kingoma, el seu virtuosisme el va portar a l'atenció del poder colonial des dels anys trenta.
És al poble téké de Kingoma (avui Massengo), a una dotzena de quilòmetres de la capital Brazzaville, que Mayola signarà el que Jean-Luc Aka Evy anomenarà la primera trobada moderna del Congo entre l'imaginari urbà i la beguda. Envoltat de nombrosos estudiants que van desenvolupar l'estil que va originar, va introduir a l'escultura els seus nebots Grégoire Massengo i Benoit Konongo. Durant quatre dècades, perpetuaran i desenvoluparan aquest patrimoni, i al seu torn el transmetran a un gran nombre d'escultors. Actualment es consideren els pares de l'escultura congolesa moderna.

### Leopoldville
Cap a 1945, Charles Lejeune, el primer assegurador del Congo belga, buscava un escultor tradicional africà per emprendre la decoració de la vasta propietat que acabava de comprar al baró Antoine Allard, un artista belga. Trobant els escultors de Léopoldville massa contaminats per les influències occidentals, va travessar el riu i va reclutar Muta Mayola la reputació de la qual li havia arribat. L'escultor i dos dels seus fills, Maurice i Célestin, es van establir amb Lejeune, a l'oest de Léopoldville, a La Corniche de N'Galiema, prop de Rhodeby. Hi van passar almenys set anys transformant la mansió del baró Allard en una veritable obra d'art.
La residència de Charles Lejeune va ser objecte de diversos informes que van posar les escultures de Mayola en el punt de mira, i que després li van valer una notorietat internacional. El 1952, Marion Johnson els va dedicar un assaig a la revista The studio, Congolese and Roman Sculpture : UNA COMPARACIÓ. Les Mayolas treballen amb les eines més primitives : un petit ganivet, un tros de vidre trencat i un petit martell de fusta. Dibuixen els patrons del seu relleu directament sobre la fusta amb una velocitat sorprenent, i el seu sentit de la composició és realment notable. ; Els motius humans, animals, florals i rarament geomètrics es combinen amb una felicitat extraordinària. L'evident espontaneïtat de la seva inspiració fa que la semblança entre la seva obra i la dels artesans europeus medievals sigui encara més notable. Primer em va sorprendre la similitud entre l'estil allargat i l'agrupació de les seves figures i les de les escultures romàniques (sobretot el famós escriptori de Freudenstadt), i després els mateixos motius utilitzats. ; que eren versions una mica més ornamentades de les palmetes i espirals de vinya de disseny medieval. Ella escriu . Aquest assaig va ser objecte de diversos articles lloant el bon gust de l'asseguradora Lejeune a la premsa colonial belga.
També l'any 1952, Mayola va guanyar el primer premi d'escultura a la fira d'arts de Léopoldville per a un bust en wengué.
Va crear una escola d'escultura a Léopoldville a principis de la dècada de 1950, que es caracteritza principalment per l'ús de la fusta de wengué per representar personatges figuratius típicament congolesos.

### Influència
Després de la seva marxa cap al Congo belga, els seus nebots Grégoire Massengo i Benoit Konongo es van fer càrrec del seu taller de Kingoma, envoltats de molts estudiants. Van evolucionar l'estil creat per Mayola i ràpidament es van convertir en escultors famosos a tot Àfrica. Per la seva banda, Muta Mayola va formar un gran nombre d'alumnes a la seva escola de Léopoldville. La seva influència es troba en la producció de nombrosos tallers d'escultura congoleses, però també al Camerun, Gabon, Txad, Senegal i en particular en tota l'escultura artesanal de l'Àfrica francòfona. Però no es va quedar aquí, ja que la seva influència també es fa patent en la producció de certs tallers kenyans i sud-africans. Hi ha, doncs, desenes, fins i tot centenars de milers d'escultures africanes que reflecteixen la influència de Muta Mayola, sens dubte l'escultor congolès més influent del segle xx.

## Posteritat
La majoria de les escultures signades per Muta Mayola i els seus deixebles han sortit del Congo i es conserven en col·leccions privades occidentals. Segons Jean-Luc Aka Evy, que ofereix una història de l'escultura congolesa en un article de 2010, Les arts en el gresol del pensament congolès contemporani, avui dia és impossible trobar les obres d'aquest artista, la majoria de les quals eren " comprat » o cedit als caps de terra téké.
Encara que el seu nom segueix sent ben conegut als dos Congos, Mayola només és conegut per un petit nombre de col·leccionistes occidentals. En un article publicat l'any 2023, Jonathan Bougard presenta els resultats de la seva recerca sobre l'escultor, concretament vuit escultures signades Mayola trobades entre França, Bèlgica i els Estats Units. També elabora una llista d'escultors congolesos identificats com a pertanyents a l'escola Mayola. : L'associem amb els seus nebots Massengo i Konongo, els seus alumnes més famosos, així com amb Edouard Malonga. Cal afegir els seus fills i, de vegades, els seus néts, com ara Guinel i Brice Massengo. També hi ha, per descomptat, els fills de Papa Mayola, Maurice i Célestin, que van treballar com a escultors. Entre els representants més eminents d'aquesta escola, cal esmentar també Joseph Bansimba, Daniel Bouesso, M Bondji, Deskobet, Joachim Babindamana, Joseph Bimboulou, André Louya, Dominique Ntembe, Basile Manzouna, Joseph Nketelela, Koua Koua, Moukala, Bernard Mouanga Nkodia., Julien Diandaha, Pierre Malanda i Joseph Mabiala. Tots eren reconeguts escultors amb taller propi i nombrosos aprenents..

## Videoografia
El 2022, Jonathan Bougard i Gilles Broussaud dediquen una sèrie de curtmetratges documentals a The School of Muta Mayola.

## Galeria d'imatges

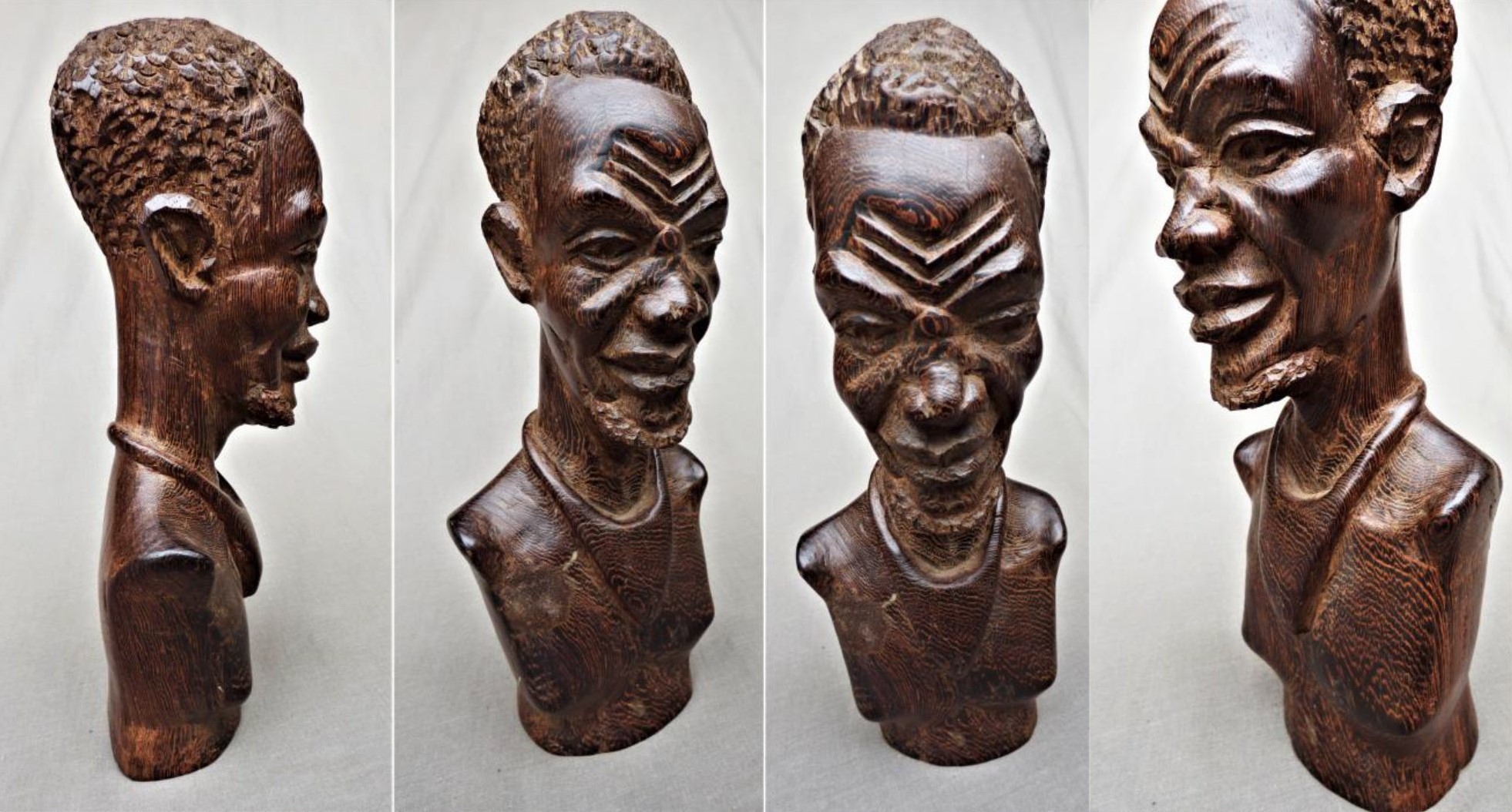
Muta Mayola bust de wenge d'un home somrient signat Mayola sota la base.
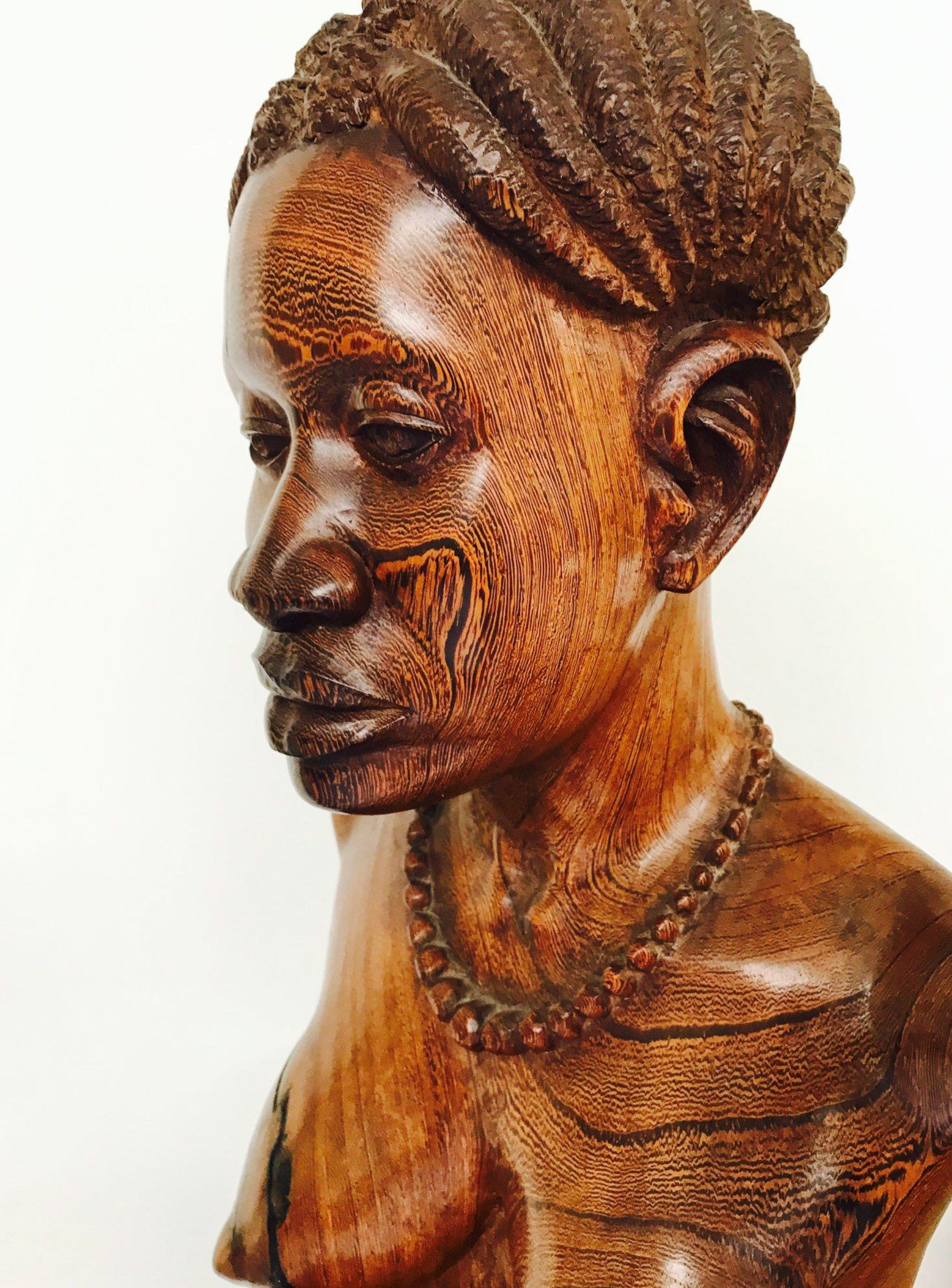
Muta Mayola detall d'un bust de wengué signat Mayola i situat 79 Dibaya Nouvelle-Cité sota la base
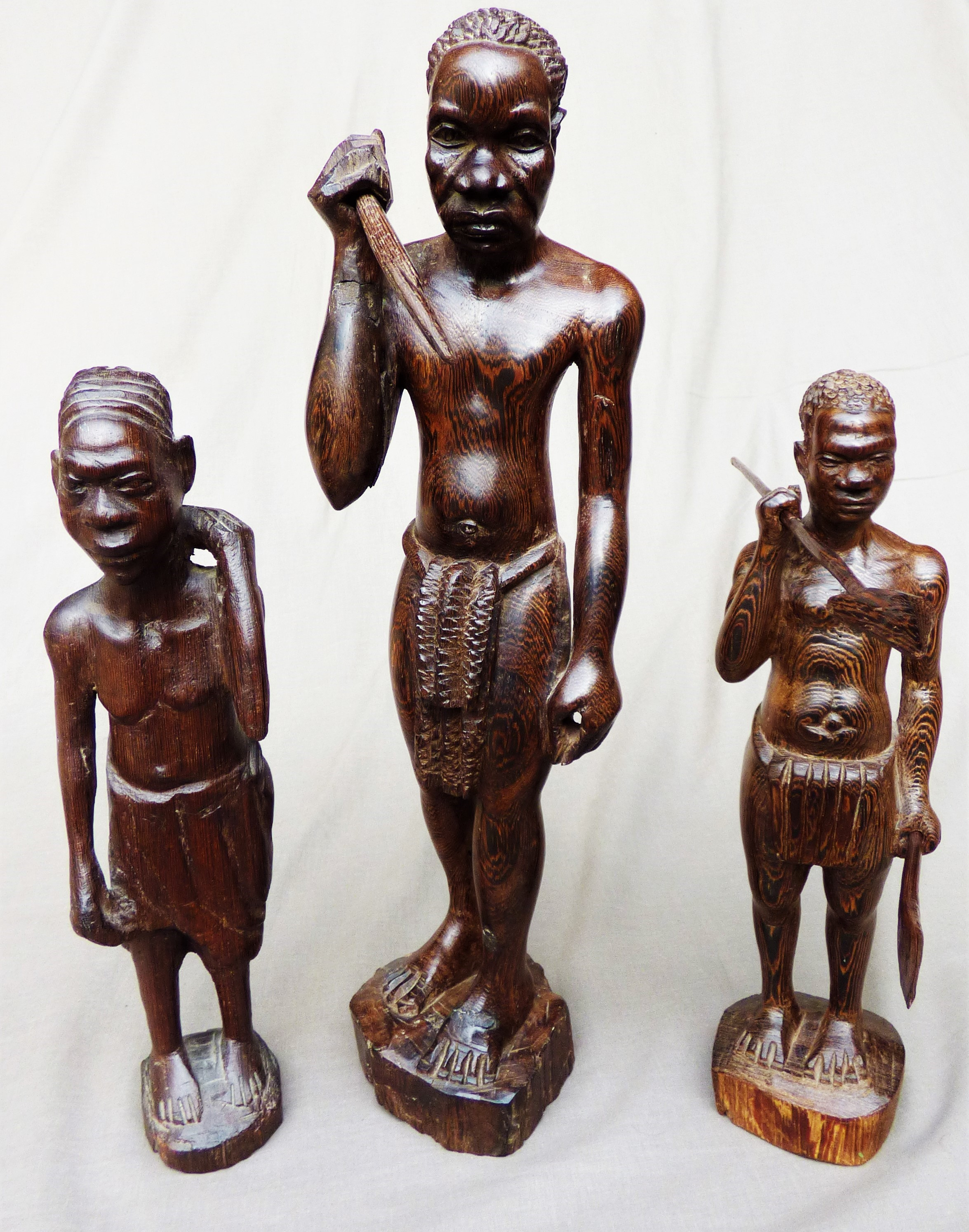
Muta Mayola Els guerrers congolesos en wengué van signar Mayola sota la base.
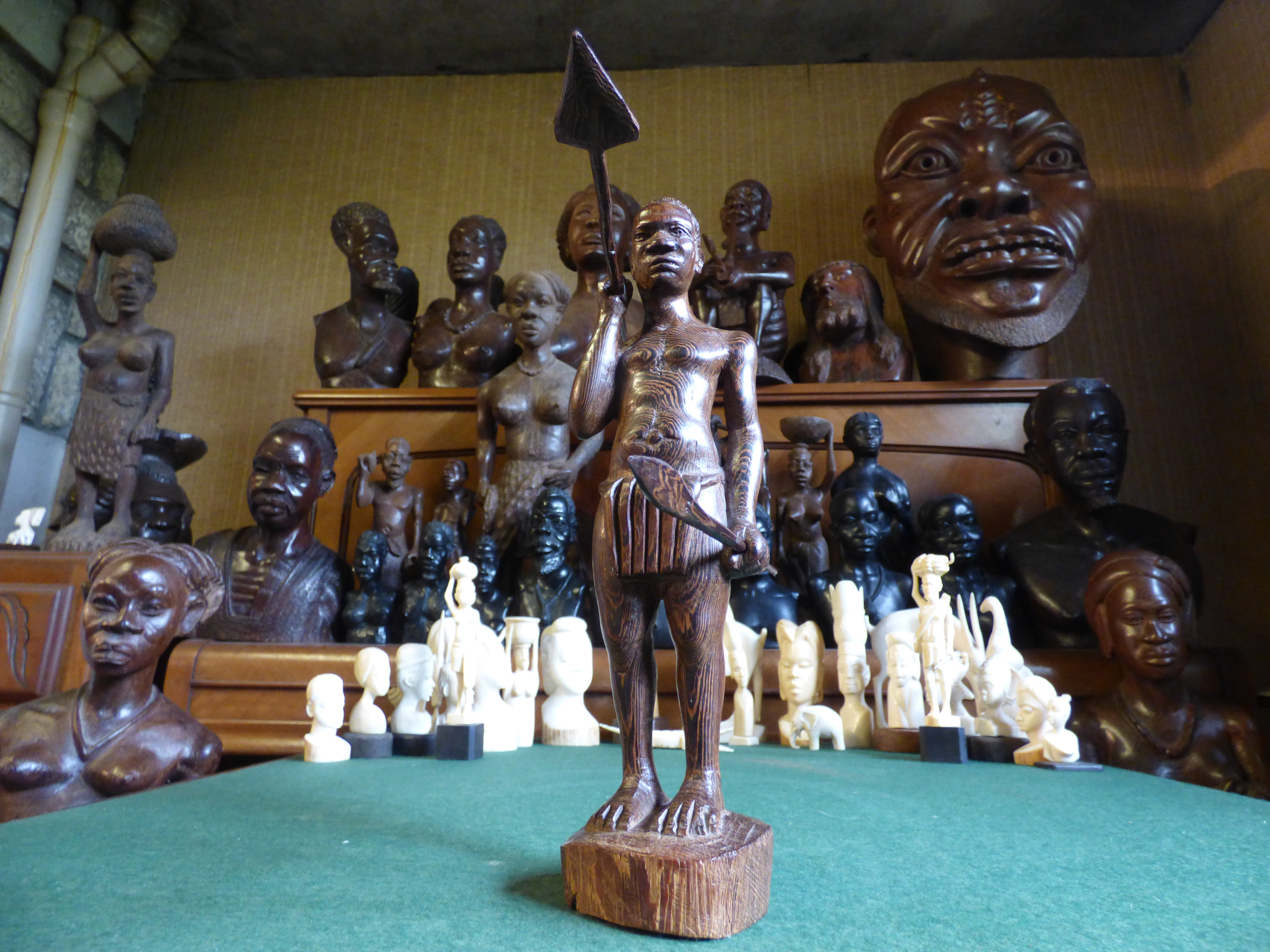
Muta Mayola El guerrer congolès en wengué va signar Mayola sota la base.
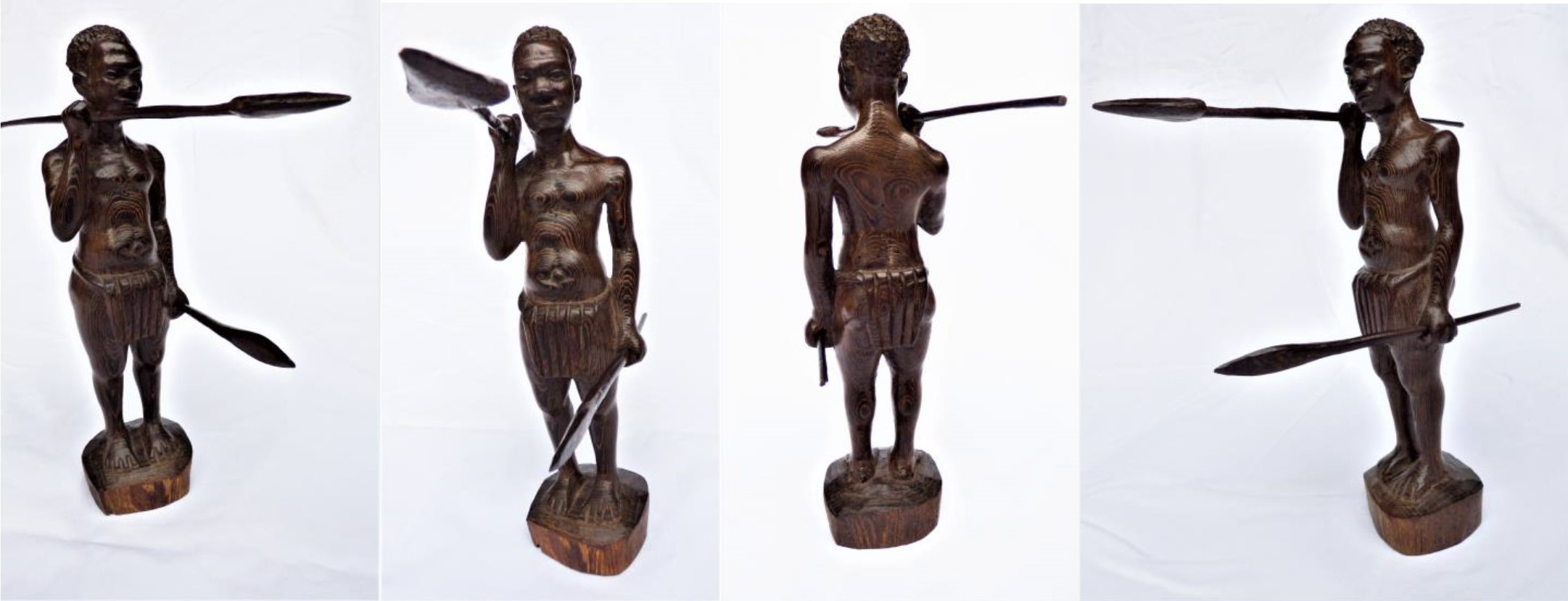
Muta Mayola El guerrer congolès en wengué va signar Mayola sota la base, Léopoldville cap al 1950.